# Оскар Дойч

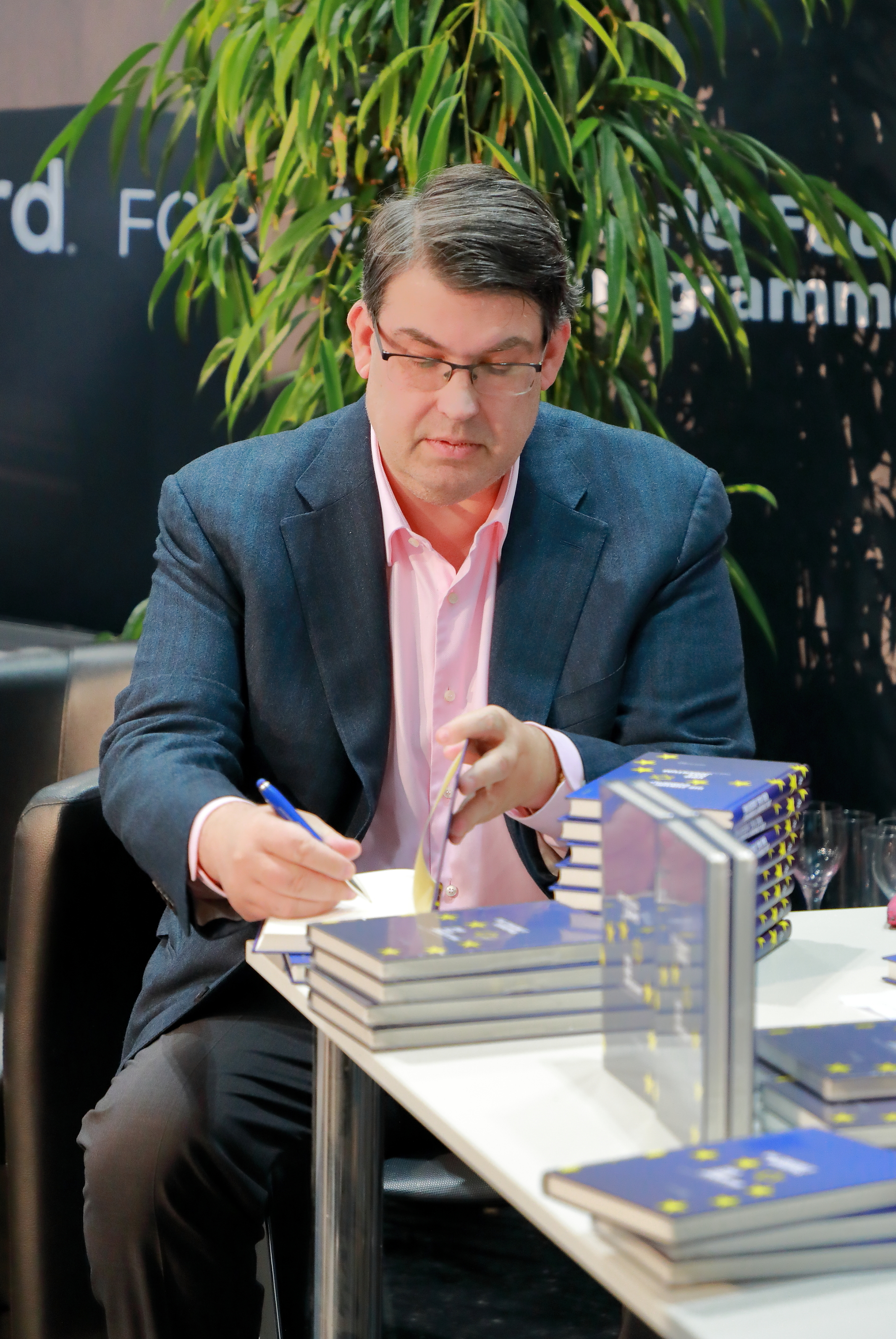
Оскар Дойч підписує одну зі своїх книжок на міжнародному книжковому ярмарку (Buch Wien) Відень 2017

Оскар Дойч (нім. Oskar Deutsch; 25 квітня 1963, Відень) — австрійський бізнесмен, з 2012 року президент Єврейської громади Відня та Федерального об'єднання єврейської громади Австрії.

## Життєпис
Дойч відвідував Американську міжнародну школу у Відні та навчався у Віденському університеті економіки та бізнесу. Після роботи на різних посадах у сімейній компанії з торгівлі кавою Alvorada у Возендорфі він обіймав посаду управляючого директора.
З 1993 року Дойч є членом культурної ради єврейської громади Відня. У 1997 році разом із Аріелем Музікантом став співзасновником виборчого списку Atid («Єврейське майбутнє»). У 1999 році став віцепрезидентом Єврейської громади. Він також є головою віденського спортивного клубу «Маккабі», а у 2011 році очолював організаційний комітет 13-ї Європейської Маккабіади у Відні.
Після того, як 21 лютого 2012 року Оскар Дойч був обраний президентом IKG замість Аріеля Музіканта, який подав у відставку, 29 листопада 2012 року його кандидатура була затверджена новообраною Культурною радою IKG. Обрання Дойча було затьмарене забороною на діяльність Рональда Лаудера зі Всесвітнього єврейського конгресу, який нібито хотів допомогти опонентам Дойча прийти до влади за допомогою грошових вливань. 13 січня 2013 року, після примирення між Лаудером і Дойчем, заборону було знято.
Під час свого президентства Дойч зацікавлений у відкритті громади для неєврейської більшості суспільства. Він також відданий боротьбі з антисемітизмом і захисту єврейського життя у Відні. З 2020 року керівництво громади занепокоєне триваючою «коронакризою». З одного боку, президент IKG Дойч і Kultusvorstand прагнуть надати фінансову підтримку членам громади, які зіткнулися з екзистенційними проблемами внаслідок локдаунів, шляхом створення небюрократичних фондів допомоги, а з іншого — забезпечити можливість швидкої вакцинації, особливо для літніх і вразливих членів громади.
Після нападу на синагогу у Відні 2 листопада 2020 року Дойч заявив, що, хоча стрілянина сталася біля головної синагоги міста, не було зрозуміло, чи була будівля мішенню.
Крім того, IKG дуже активно допомагала єврейським біженцям з початку війни в Україні.11 січня 2023 року Оскар Дойч був переобраний президентом IKG з 95,7 відсотками голосів.

## Роботи
- Майбутнє Європи та юдаїзму: імпульси для суспільного дискурсу (ред.) Böhlau Verlag, Відень 2017, ISBN 9783205205319